# Alfredo Rocco
Alfredo Rocco (1875-1935) fue un político y jurista italiano.

## Biografía
Nacido en Nápoles, como economista y político Rocco desarrolló el concepto y los principios de la teoría económica y política del corporativismo, que luego pasarían a formar un papel clave en la ideología del Partido Nacional Fascista de Benito Mussolini.

## Trayectoria
Rocco comenzó su carrera política como un marxista en el Partido Radical italiano, pero finalmente se volvió hacia el «nacionalismo proletario» de la Asociación Nacionalista Italiana (ANI), partido político sobre el que sus ideas ejercieron una gran influencia. Después de la Primera Guerra Mundial mira con interés el nuevo fenómeno fascista y es uno de los primeros nacionalistas en captar la posibilidad de restaurar y reorganizar el estado en su sentido deseado a través de las fuerzas antisocialistas y antiliberales de este. Las convicciones políticas de Rocco encontraron una salida en el fascismo. En la posguerra Rocco fue uno de los más tenaces partidarios de la alianza entre fascistas y nacionalistas, y en enero de 1922 en L'Idea Nazionale expresó su satisfacción porque finalmente el partido de Benito Mussolini había perdido el carácter revolucionario y romántico de 1919. Rocco fue crítico de la condición de debilidad de Italia frente al poderío económico de las «plutocracias» occidentales como Francia, Alemania y el Reino Unido; y también denunció la imposición de la cultura de potencias europeas extranjeras en Italia. Desempeñó el cargo de Ministro de Justicia durante ocho años, desde 1925 hasta 1932, firmando el Código Penal (conocido como "Codice Rocco", todavía vigente en Italia aunque ha sido objeto de varias reformas, y que en su edición original establecía la pena de muerte por delitos políticos) y el Código de Procedimiento Penal de 1930. 
Fue de los primeros en el gobierno fascista en reconocer la insuficiencia de la Ley de Garantías y en proponer un tratado o concordato de igual a igual entre el Reino de Italia y la Santa Sede, idea que acabaría concretándose en los Pactos de Letrán de 1929.

## Pensamiento político
Según Rocco, el estado es la única forma posible de organización de la nación, que a su vez concibió como la única forma natural de sociedad humana en lucha perpetua con otras naciones. Por tanto, toda la sociedad civil debe ser absorbida y regulada por el Estado, única fuerza capaz de dominar los conflictos entre clases. Las categorías productivas, grupos sociales, los sindicatos, las asociaciones de todo tipo y el propio partido fascista debían, por tanto, convertirse en órganos del Estado y ser guiados por él hacia la realización de los objetivos generales de la nación, es decir, hacia su poder cada vez mayor.
En su pensamiento político Rocco traza una especie de filosofía de la historia, que puede expresarse a través del principio de organización (cuando está vigente, se realizan los mejores momentos de la sociedad humana: Imperio romano, cultura católica, grandes expresiones estatales) o mediante el principio de individualidad (cuando es protagonista, la historia vive sus momentos más bajos: bárbaros, movimiento protestante, revolución). Italia, según Rocco, logró combinar los dos principios durante el Risorgimento: llegó a la organización mediante el uso de ideas liberales y democráticas.
A este período le sigue el declive de la era giolittiana, que duró hasta la Primera Guerra Mundial. Con el fascismo se vuelve al estado organizado (principio de organización): la revolución fascista fue tal en el sentido etimológico del término, hizo que las cosas volvieran a ser como eran antes: un verdadero regreso al punto de partida. La revolución fascista, según Rocco, fue por tanto una revolución conservadora, habiendo consistido en un retorno de las formas tradicionales autoritarias y jerárquicas.